# 磐东街道
磐东街道是中华人民共和国广东省揭阳市揭东区下辖的一个街道。
2012年12月17日，国务院批复同意广东省调整揭阳市部分行政区划，将榕城区的磐东街道划归揭东区管辖。

## 行政区划
磐东街道下辖以下地区：
磐东社区、潭角社区、下寨社区、肇沟社区、阳美社区、乔南社区、乔东社区、乔西社区、城西社区、城南社区、浦东社区、河中社区、经桥社区、溪墘社区、南河社区、沟美社区和北河社区。